# Fosfoglicerat mutaza
Fosfoglicerat mutaza (PGM) je enzim koji katalizuje osmi korak glikolize. On katalizuje interni transfer fosfatne grupe sa C-3 na C-2, što dovodi do konverzije 3-fosfoglicerata (3PG) u 2-fosfoglicerat (2PG) putem 2,3-bisfosfogliceratnog intermedijera.

## Mehanizam
Fosfoglicerat mutaza je izomeraza. Ona prenosi fosfatnu grupu (PO32-) sa C-3 ugljenika 3-fosfoglicerata na C-2 ugljenik, formirajuči 2-fosfoglicerat. U reakciji učestvuju dve zasebne fosfatne grupe i krajnji fosfat na 2-ugljeniku nije fosfat koji je uklonjen sa 3-ugljenika.
U inicijalnom stanju enzima, aktivno mesto sadrži fosfohistidinski kompleks formiran fosforilacijom specifičnog histidinskog ostatka. Kad 3-fosfoglicerat uđe u aktivno mesto, fosfohistidinski kompleks je pozicioniran tako da olakša transfer fosfata sa enzima na C-2 atom supstrata, formirajući 2,3-bisfosfogliceratni intermedijar.
Defosforilacija enzimskog histidina aktivira lokalnu alosternu promenu u enzimskoj konfiguraciji koja sad poravnava supstratovu 3-C fosfatnu grupu sa histidinom aktivnog mesta enzima i olakšava tresfer fosfata, vraćajući enzim u njegovo inicijalno fosforilisano stanje, dok se produkt, 2-fosfoglicerat, otpušta.

### Reakcija
- 3PG
- 2,3BPG
- 2PG

## Literatura
- Nicholas C. Price; Lewis Stevens (1999). Fundamentals of Enzymology: The Cell and Molecular Biology of Catalytic Proteins (Third изд.). USA: Oxford University Press. ISBN 019850229X.
- Eric J. Toone (2006). Advances in Enzymology and Related Areas of Molecular Biology, Protein Evolution (Volume 75 изд.). Wiley-Interscience. ISBN 0471205036.
- Branden C; Tooze J. Introduction to Protein Structure. New York, NY: Garland Publishing. ISBN 0-8153-2305-0.
- Irwin H. Segel. Enzyme Kinetics: Behavior and Analysis of Rapid Equilibrium and Steady-State Enzyme Systems (Book 44 изд.). Wiley Classics Library. ISBN 0471303097.
- William P. Jencks (1987). Catalysis in Chemistry and Enzymology. Dover Publications. ISBN 0486654605.

## Spoljašnje veze
- Phosphoglycerate+Mutase на 